# Pyronia kashmirensis
Pyronia kashmirensis är en fjärilsart som beskrevs av Rühl 1894. Pyronia kashmirensis ingår i släktet Pyronia och familjen praktfjärilar. Inga underarter finns listade.